# نووروسیکا (سرزمین آلتای)
نووروسیکا (به لاتین: Novorossiyka) یک منطقهٔ مسکونی در روسیه است که در سرزمین آلتای واقع شده‌است.